# Вила Роси (Лука)
Вила Роси (итал. Villa Rossi) је насеље у Италији у округу Лука, региону Тоскана.
Према процени из 2011. у насељу је живело 33 становника. Насеље се налази на надморској висини од 21 м.